# ホーエ・ヴァルテ
ホーエ・ヴァルテ(Hohe Warte)ウィーン郊外のウィーンの森北部にある閑静な住宅街。ベートーヴェンが生存中、難聴を絶望した時、遺書（『ハイリゲンシュタットの遺書』）を書いたという家や作曲の構想を練った家が遺るベートーヴェンゆかりの地、ハイリゲンシュタットから北西にある村。

## シュターディオン・ホーエ・ヴァルテ
シュターディオン・ホーエ・ヴァルテ（Stadion Hohe Warte）はオーストリア3部に所属するファースト・ヴィエナFCのホームスタジアム。2015年まではアメリカンフットボールのライフアイゼン・バイキングス・ヴィエンナのホームスタジアムとしても利用されていた。
スタジアムが完成した1921年当時では、ヨーロッパ大陸で最もモダンで大きなスタジアムであった。1923年に行われたオーストリアA代表チーム対イタリアA代表チームの試合では約8万人の観客がこのスタジアムで観戦した。
しかし、スタジアム維持の投資が数十年間に渡ってほぼ行われなかったため、徐々にスタジアムの老朽化が進み、同時にウィーン市によって自然スタンドの使用が禁止されたため、現在では最大収容能力が5500人となっている。
1924年にはオーストリアの歴史上初となるオープンエア・オペラ（野外オペラ）がピッチ上で行われた（曲目はアイーダ、ピエトロ・マスカーニ指揮）。